# جيل دي جونغ
جيل دي جونغ (بالهولندية: Jill de Jong)‏ هي عارضة وممثلة هولندية، ولدت في 17 فبراير 1982 في هوخيفين في هولندا.

## وصلات خارجية
- الموقع الرسمي
- جيل دي جونغ على موقع IMDb (الإنجليزية)